# Campus Central da Cidade Universitária da Universidade Nacional Autónoma do México

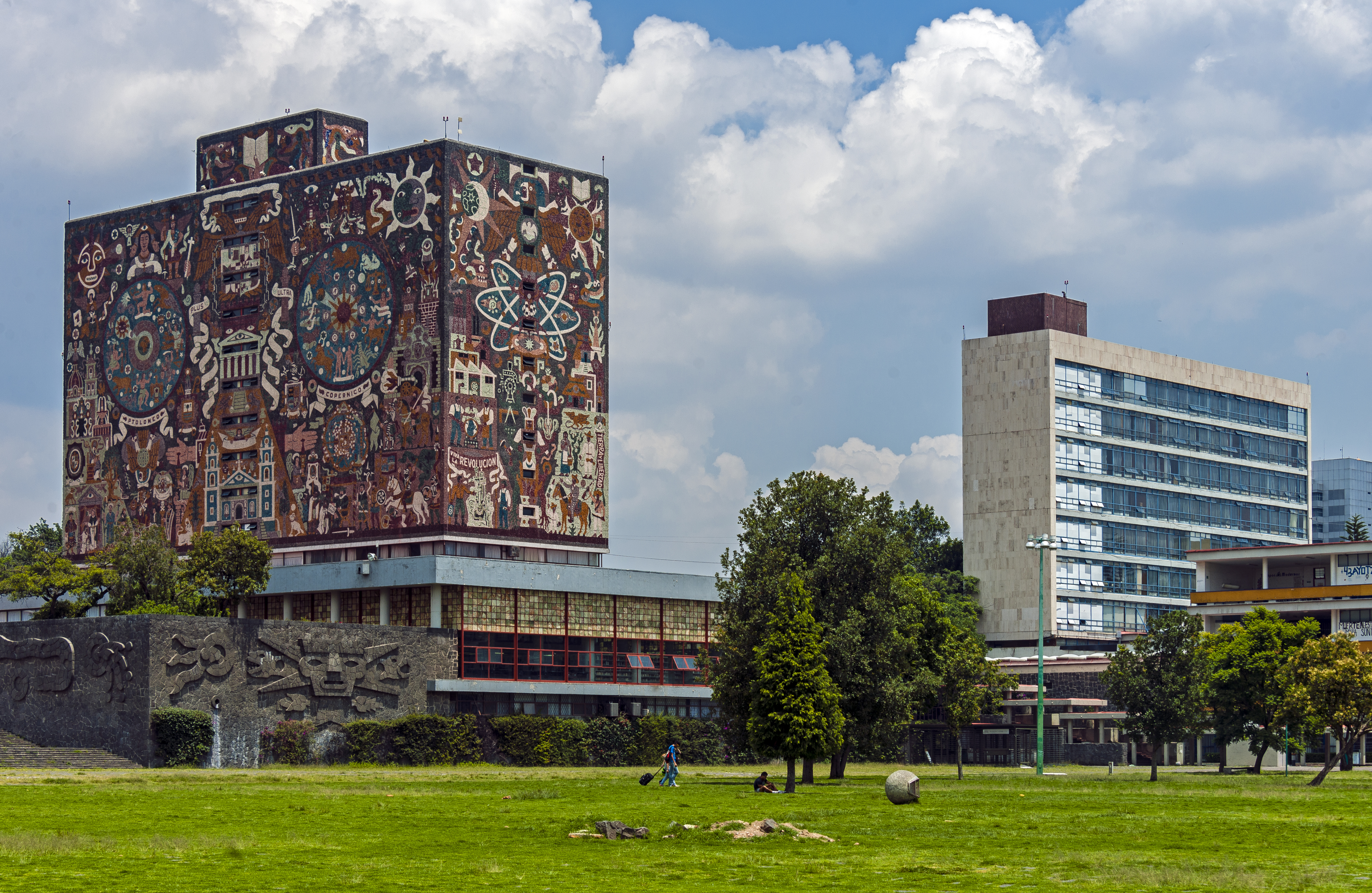
Biblioteca e Torre I des Humanidades, vista pelas Las Islas, na Ciudad Universitaria, Cidade do México

O Campus Central da Cidade Universitária da UNAM, na Cidade do México, no México é um Património Mundial da Unesco desde 2007.
O conjunto de edificios, instalações de desporto e de espaços abertos do Campus Central da  Cidade Universitária da UNAM foram construidos de 1949 a 1952, por mais de 60 arquitectos, engenheiros e artistas que estiveram envolvidos no projecto. O Campus constitui agora um exemplo único do modernismo de integramento urbano do século XX, e uma arquitectura, engenharia, desenho de paisagem e belas artes com referência a tradições locais, especialmente ao passado pré-hispânico do México. O complexo representa valores sociais e culturais de significado universal e é um dos mais importantes icones da modernidade da América Latina.